# I Miss My Death
«I Miss My Death» — український колектив готичного симфо-думу. Сформований у Києві 2007 року.

## Історія
Колектив розпочав свою творчу діяльність на початку 2007 року. До першого складу увійшли: Сергій Кривов'яз (вокал, лірика), Юрій Хуторний (гітара), Олег Козлов (бас), а також Іван «Smerch» (ударні). На початку літа приєднується вокалістка Наталія Бржеська, разом із нею незабаром відбувся перший концерт «I Miss My Death». Незабаром команду запросили виступити із «She Cries» і «Mournful Gust». Наприкінці року гурт полишає Олег Козлов, а через кілька місяців Юрій Хуторний. Басиста змінив Євген Хорошенко, гітару додатково перейняв фронтмен Сергій Кривов'яз. За деякий час в бенді вперше з'явився скрипаль Олексій Замковий котрий невдовзі залишає колектив разом з Євгеном Хорошенко. Їх змінили Антон Заболотний і Олена Гарбарчук (клавішні).
Після нетривалої адаптації новоприбулих музик, «I Miss My Death» зайнялися активною концертною діяльністю. За три місяці Наталія Бржеська йде в декретну відпустку. Її місце зайняла клавішниця Олена Кривов'яз (тоді ще Гарбарчук). Так, гурт нарешті отримав своє фірмове «оперне» звучання. Восени 2009 року колектив приступав до запису дебютного демоальбому «At Her Funeral», котрий було видано 9 вересня 2010 року. У процесі запису Антона Заболотного знову змінив Євген Хорошенко.
У 2011 гурт записує сингл «Вічні сльози жалю» та незабаром презентує кліп на цю пісню.
2014-го I Miss My Death видає повноформатний альбом «In Memories» та DVD з презентацією цього альбому «In Memories Presentation Show».
2017 року гурт презентує сингл «На чорних схилах», присвячений рідному місту Києву. 2020-го виходить другий повноформатний альбом гурту, цілком присвячений київським міським легендам, котрий отримав назву «Mysto».
Гурт піснею «Спогад [Архівовано 13 червня 2021 у Wayback Machine.]» долучився до акції «Так працює пам'ять», присвяченої пам'яті Данила Дідіка.
За роки існування стиль гурту еволюціонував від Gothic/Doom Metal до Symphonic Metal. Тематика лірики також змінилася — якщо на початку найчастіше можна було почути про кохання, самотність та смерть, то зараз — багато патріотичних та історичних текстів.
I Miss My Death брали участь у таких фестивалях, як «Діти Ночі: Чорна Рада», Doom over Kiev, Black Sea Metal Festival та розділив сцену з такими гуртами, як Shape Of Despair, Mourning Beloveth, Diary Of Dreams, Скрябін, Jinjer і т. д.

## Останній склад
- Олена Кривов'яз — вокал
- Сергій Кривов'яз — вокал, гітара, лірика
- Михайло Богайчук — соло-гітара
- Ігор Марченко — клавішні, вокал
- Сергій Рябцев — бас

- Сергій Новаченко — ударні

### Колишні учасники
- Юрій Хуторний — гітара
- Олег Ратіа — гітара
- Антон Которович — гітара
- Андрій Аврамець — бас
- Артем Кравченко — бас
- Едуард Саркіц — ударні
- Наталія Бржеська — вокал
- Олег Козлов — бас (2007—2008)
- Марія Марченко (Строкач) — скрипка
- Іван Рибченко ( Smerch ) - ударні

## Дискографія

### Демо, сингли
- At Her Funeral (демо, 2010)
- Вічні сльози жалю (сингл, 2011)
- На чорних схилах (сингл, 2017)
- Примара (сингл, 2019)
- Gospodar (сингл, 2020)

### Альбоми
- In Memories (2014)
- Mysto (2020)

### Відео
- In Memories Presentation Show (Live In Kyiv) (2015)